# Scania L
Scania L — крупнотоннажный низкорамный грузовой автомобиль, серийно выпускаемый шведской компанией Scania с 1995 года.

## Информация
Автомобиль Scania L чаще всего относят к среднему тоннажу, учитывая габариты. Во многом автомобиль имеет сходства с автомобилями Scania P и Scania R. Первое время автомобиль производился с капотной кабиной, в настоящее время автомобиль производится с бескапотной кабиной.
Благодаря габаритам, водителю удобно заходить и выходить из автомобиля. У современных Scania L кабина оборудована тремя пассажирскими сиденьями, причём двое средних расположены между основным пассажирским и водительским на моторном тоннеле. Вход минимизирует коленные и ручные нагрузки. В случае, если машина на стояночном тормозе, передняя пневматическая подвеска опускается на 100 мм.
Кабины подразделяют на низкую, среднюю и высокую, причём ни одна из них не оборудована спальным местом. Мощности двигателей составляют от 220 до 360 л. с.

## Модельный ряд
- 114L/340
- 114L/380
- 124L/360
- 124L/400
- 124L/420
- 124L/440
- 124L/470
- 144L/460
- 144L/530